# Caïd Richard
Caïd Richard (en italien, Gaito Riccardo, en latin Gaytus Richardus ; fl. 1166 - 1187) est un haut fonctionnaire du royaume normand de Sicile, maître-chambellan du palais royal (magister camerarius regii palatii). 
Peut-être d'origine musulmane, Richard est un Caïd (ou Kaïd) de la Curia Regis (ou Diwan) de la capitale royale, Palerme, durant les derniers mois du règne du roi Guillaume Ier de Sicile et au cours de la régence (1166-1171) de sa femme, la reine Marguerite, pour leur fils Guillaume. 
Représentant les fonctionnaires palatins et les eunuques, dont se méfiait la reine Marguerite, Richard s'oppose au jeune (et incompétent) chancelier du royaume, Étienne du Perche, cousin de la reine, avant d'être condamné à la résidence surveillée. Après la chute d'Étienne, démis de ses fonctions dès 1168 et contraint à l'exil, Richard est libéré et devient membre d'un conseil privé formé pour conseiller la reine ; composé de 10 membres, les familiaris ("familiers"), ce décemvirat comprend notamment des membres de la noblesse comme Richard de Mandra, Matthieu d'Ajello et Roger de Geraci, et des membres du clergé comme Richard Palmer (évêque de Syracuse et archevêque de Messine) et Romuald Guarna (archevêque de Salerne). 
En 1169, il porte le titre de magister regie duane de sectretis qui est super omnes secretos et devient également trésorier (thesaurarius). 

## Sources
- Hugo Falcandus, Liber de Regno Siciliae, XIIe siècle